# XXVII wiek p.n.e.

XXVII wiek p.n.e.

XXIX wiek p.n.e. XXVIII wiek p.n.e. XXVII wiek p.n.e. XXVI wiek p.n.e. XXV wiek p.n.e.

## Wydarzenia na Świecie
Wydarzenia w Europie
Wydarzenia w Azji
- około 2700 p.n.e. - pierwszy znany z nazwiska lekarz (Lulu, Sumer, pd. Irak)
- w 2637 p.n.e. według podań - kalendarz chiński wynalazł i ustanowił Huang Di.

Wydarzenia w Afryce
- około 2700 p.n.e. - budowa piramidy schodkowej Dżosera w Sakkarze
- około 2670 p.n.e. – pierwsze wyprawy morskie Egipcjan (Snofru)
- około 2640 p.n.e. 
  - egipscy władcy Sanacht i Dżoser rozpoczynają III dynastię i okres Starego Państwa
  - egipski budowniczy i lekarz Imhotep pisze Nauki Imhotepa
- około 2630 p.n.e. – pierwsza egipska piramida powstaje w Sakkarze

Wydarzenia w Ameryce
- prawdopodobny początek wznoszenia piramid w Caral

Wydarzenia w Australii